# گمینا بلسک دوژه
گمینا بلسک دوژه (به لهستانی:  Gmina Belsk Duży) یک گمینا در لهستان است که در شهرستان گرویتس واقع شده‌است. گمینا بلسک دوژه ۱۰۷٫۸۴ کیلومتر مربع مساحت و ۶٬۷۹۳ نفر جمعیت دارد.